# 汤加丽人体艺术摄影
《汤加丽人体艺术摄影》是2003年11月由人民美术出版社出版的一本人体艺术摄影集。模特由时年27岁的舞蹈家、女演员以及人体艺术模特汤加丽担任，摄影师为人民美术出版社编辑石松兼任。该书于2002年开始筹划，摄影工作由2003年5月开始，耗时三个月至同年9月结束，并于11月于人民美术出版社出版。

## 内容
《汤加丽人体艺术摄影》共124页。内容是以女演员汤加丽为模特的人体艺术摄影集。封面的全裸女性为汤加丽本人，摄影集中汤加丽大多也以全裸的形象出现。摄影以室内家居场景居多，但也曾在野外取景拍摄。

## 评价
本书在豆瓣上的评分为7.7分。汤加丽表示这本书不同于前作，女摄影师石松的风格则更加柔美，更女性化，更生活化，更注重身体本身；且由于女摄影师拍摄不需回避性的描写，汤加丽可以采用更大胆的造型。对此有评论将本作与前作对比，认为本作强调汤加丽“女性和生活的一面”是通过更多拍摄汤加丽居家环境中生活的镜头，例如汤加丽在床与沙发上休憩和在浴室洗浴的镜头来体现的；此外，汤加丽在本作中采用了更具女性特征的穿着，例如高跟鞋、透视吊带睡裙与开杯式丁字内衣等，而且也拍摄了对汤加丽身体局部的特写镜头。这些元素强调了汤加丽的生活和女性情趣的一面，展现出前作中未曾出现的风格特点。由于与前作风格大不相同，汤加丽在接受访谈时曾被读者质疑本作品为色情作品。汤加丽则不认同此观点，并称反感自己的作品被与色情联系起来。

## 出书动机
汤加丽于2002年12月出版了由张旭龙摄影的汤加丽人体艺术写真，在当时的中国大陆社会引起了轰动和争议，汤加丽称在受到很大的舆论关注的同时，她职业与生活都受到了影响。汤加丽称当时很多人认为她拍摄的照片并非艺术而是色情，她受到了很大的精神压力。她称人民美术出版社的领导对她开导让她相信自己的作品是艺术，并且邀请她创作第二本人体艺术写真并获得了汤加丽的同意。汤加丽称自己同意拍摄第二本人体艺术写真是为了证明自己的作品为艺术。

## 其他
- 张旭龙主导的前作汤加丽人体艺术写真拍摄时间为一年零五个月，[11]相比之下本作创作时间仅为前作的20%。
- 汤加丽曾在2003年9月在拍摄时不慎从马背上摔下造成脊椎骨骨折。[12]
- 汤加丽最初在2004年1月表示无计划签字售书，[13]但同年4月在卓越网进行了在线网友访谈和签字售书。[8]
- 本书被指存在修图的情况，例如汤加丽的乳房在同一图片出版后比出版前丰满，[14]在不同图片中形状不一致，体型、身体细节也出入很大。汤加丽承认存在修图一事。前作的摄影师张旭龙称虽然修图在摄影界普遍存在，但《汤加丽人体艺术摄影》一经出版就被发现说明“做的水平有问题”。[15]
- 由于在前作汤加丽人体艺术写真出版之后出现了针对汤加丽“在异性面前脱衣是否得体”的争论，汤加丽曾回应称会采用全部女性班底来拍摄和制作本作[16][17]，但仍被发现在一组浴室场景的照片中，通过镜面反射可见一名在场观摩全裸汤加丽的男性，其身份并非汤加丽的时任丈夫沈东。[14]